# Juxirkus Schöneberg
Der Juxirkus ist ein gemeinnütziger Kinder- und Jugendzirkus in Berlin-Schöneberg. In ihm trainieren ca. 140 Kinder und Jugendliche. Die jungen Artisten präsentieren jährlich jeweils ein Sommer- und ein Winterprogramm mit Zirkusdisziplinen wie Einrad fahren, Hochseil laufen, Kugel laufen, Akrobatik und Jonglage. Träger der Jugendfreizeiteinrichtung ist das Pestalozzi-Fröbel-Haus.

## Geschichte
Der Juxirkus wurde 1988 vom Verband für sozial-kulturelle Arbeit e. V. gegründet. Er ist damit der erste und älteste Kinder- und Jugendzirkus Berlins. Die ersten öffentlichen Trainings für sogenannte Lückekinder fanden auf dem Winterfeldtplatz in Berlin-Schöneberg statt. Noch im Gründungsjahr erhielt der Juxirkus ein eigenes Zelt mit Standort im Kleistpark. Zur ersten Premiere des Juxirkus im Dezember 1988 war Clown Popow vom Moskauer Staatszirkus Ehrengast. 
Nach mehreren Umzügen steht das Zelt des Juxirkus seit 1990 an der Hohenstaufenstraße in Berlin-Schöneberg. Im Juli 1991 brannte es vollständig ab. Im November desselben Jahres erfolgte die Eröffnung des neuen Zirkuszeltes an gleicher Stelle.
Von Anfang an gehören das Reisen, die Teilnahme an Festivals sowie Auftritte auf Straßen- und Firmenfesten zum Repertoire des Juxirkus. Unter anderem traten im Dezember 1992 Jugendliche des Juxirkus beim 5. Internationalen Amateurfestival in Monte Carlo auf. 1992 erweiterte der Juxirkus sein Angebot um das JÖREN-Spektakel für Kinder ab 3 Jahre. Es wurde nach vier Jahren in Minizirkus umbenannt, der bis heute existiert. 1994 erfolgte ein Trägerwechsel: die Kiezoase Schöneberg e. V. übernahm den Juxirkus. 1995 folgte die erste Projektwoche für Schulklassen. Im Jahr 1996 gründete sich der „Verein zur Förderung des Juxirkus“. Im selben Jahr nahm der Juxirkus am ersten Berliner Karneval der Kulturen teil. Darauf folgten regelmäßige weitere Teilnahmen alle zwei Jahre. 1998 traten Kinder des Juxirkus in der Fernsehsendung „Kinderquatsch mit Michael“ mit Michael Schanze auf. Im Jahr 2005 nahm der Juxirkus erstmals an einer Europäischen Jonglierconvention teil (in Slowenien). Besuche bei Jonglierconventions sind seither fester Bestandteil der Jahresplanungen. 2009 nahm die Integrationsgruppe „Eiderdownen“ ihr Training auf. Ihre Mitglieder sind Kinder und Jugendliche mit Down-Syndrom, die seither in jedem Programm dabei sind. Zwei Jahre später wurde erstmals ein Programm des Juxirkus in die Deutsche Gebärdensprache gedolmetscht. Die Finanzierung dieses Angebotes stand einige Jahre auf wackligen Füßen. Seit 2013 erfolgt sie durch die Heinz und Heide Dürr Stiftung. Seit 2012 ist der Midizirkus Bestandteil des Angebotes. Die Gruppe schließt die Alterslücke zwischen dem Minizirkus und dem Schwerpunktalter des Hauptangebotes (10- bis 18-Jährige) und trainiert disziplinübergreifend. 2013 übernahm das Pestalozzi-Fröbel-Haus die Trägerschaft für den Juxirkus.

## Konzept
Zirkuspädagogik ist ein Beispielfall für eine Pädagogik, die die Potenziale und Kompetenzen der Kinder in den Blick nimmt. Kinder, die Pyramiden bauen, aufeinander zufliegen, sich wechselseitig stützen und halten, die lernen unmittelbar, was es heißt, sich aufeinander zu verlassen und aufeinander zu bauen. Und der Stolz, etwas vorführen zu können, ist Ansporn genug.
Der Juxirkus ist eine Jugendfreizeiteinrichtung mit zirkuspädagogischem Schwerpunkt. Ethischer Code und pädagogische Strategien des Early Excellence Ansatzes sind wichtige Grundsätze seiner Arbeit. Er versteht sich außerdem als Teil der Social Circus Bewegung, die Zirkus primär als Medium zur Entwicklung und Stärkung der Persönlichkeit betrachtet. Daher ist es konzeptionell nicht angestrebt, die Kinder und Jugendlichen zu Artisten auszubilden. Es gibt keine Aufnahmeprüfungen oder ähnliches. Vielmehr können alle, die Lust auf Zirkus haben, mitmachen. 
Das zirkuspädagogische Profil des Juxirkus fördert die Entwicklung von Kindern und Jugendlichen in folgenden Bereichen: 
- Motorische Kompetenzen wie Beweglichkeit, Ausdauer, Balance und Koordinationsvermögen
- Soziale Kompetenzen wie Stärkung von Selbstbewusstsein und Selbstvertrauen, Entwicklung von Eigeninitiative, Verantwortungsbewusstsein und Teamfähigkeit sowie Erlernen von Respekt und Toleranz
- Emotionale Kompetenzen wie Ausleben von Gefühlen, Entwicklung von Sensibilität, Mut und Phantasie, Verminderung von Lernstress und Prüfungsangst
- Kognitive Kompetenzen wie Verbesserung von Wahrnehmungsfähigkeit und Konzentration sowie Aneignung von Wissen, Kreativität und ästhetischem Bewusstsein.

## Angebote
In folgenden Disziplinen können Kinder und Jugendliche von 10 bis 18 Jahren trainieren: Einrad fahren, Trampolin springen, Jonglage, Leiterakrobatik, Antipoden (Partnerakrobatik), Trapez, Ansage, Akrobatik für Jungs, Kugel laufen, Hochseil laufen sowie Kautschuk (Kontorsion). Daneben gibt es mit jeweils einer Gruppe den Minizirkus für 4- bis 6-jährige Kinder und den Midizirkus für 7- bis 9-jährige Kinder. Weiterhin trainieren im Juxirkus die Eiderdownen, eine Gruppe Jugendlicher mit Down-Syndrom. Schulprojektwochen, Zirkus AGs in Kooperation mit Grundschulen aus Berlin-Schöneberg, Kindergeburtstagsanimation sowie fachliche Beratung für zirkusinteressierte pädagogische Fachkräfte sind zudem fester Bestandteil des Angebotsspektrums.

## Auszeichnungen
- 2004: Preis für das beste Kinder- und Jugendprojekt beim Karneval der Kulturen
- 2013: Preis für das beste Kinder- und Jugendprojekt beim Karneval der Kulturen
- 2016: Zweiter Platz beim PSD-Zukunftspreis

## Medienberichte (Auswahl)
- http://www.imwestenberlins.de/zirkustraeume-im-schoeneberger-juxirkus/
- https://www.morgenpost.de/schueler/leben/article210197067/Manege-frei-fuer-die-Downen.html
- http://www.imwestenberlins.de/die-eiderdownen-das-wunderbare-gefuehl-zur-zirkusfamilie-zu-gehoeren/
- http://www.berliner-woche.de/schoeneberg/sonstiges/kinder-und-jugendprojekt-juxirkus-wird-bald-25-jahre-alt-d19301.html